# Cynortula venezuelensis
Cynortula venezuelensis is een hooiwagen uit de familie Cosmetidae.